# Heliosciurus undulatus
Heliosciurus undulatus es una especie de roedor de la familia Sciuridae.

## Distribución geográfica
Se encuentran en Kenia y Tanzania.

## Hábitat
Su hábitat natural son: tierras de baja altitud subtropicales o tropicales bosques húmedos.